# Az ügynökség (televíziós sorozat)
Az ügynökség (eredeti cím: The Agency) 2024-ben bemutatott amerikai thrillersorozat, amelyet Jez Butterworth és John-Henry Butterworth írt és alkotott. A francia A legendák hivatala (2015-2020) című sorozat remake-je. A főbb szerepekben Michael Fassbender, Jeffrey Wright, Jodie Turner-Smith, Richard Gere és Katherine Waterston látható.
Az első évadot Amerikában a Paramount+ with Showtime 2024. november 29-én, Magyarországon a SkyShowtime 2025. február 10-én mutatta be. 2024 decemberében berendelték a második évadot.

## Ismertető
Amikor a CIA titkos ügynökét, Martiant váratlanul visszarendelik a londoni központba, kénytelen hátrahagyni beépült életét. Egy régi szerelem felbukkanása azonban mindent felforgat: Martian a küldetése és valódi énje között őrlődik, miközben egy halálos nemzetközi kémjátszma közepébe csöppen, ahol minden lépés az utolsó lehet.

## Szereplők

### Főszereplők
| Szereplők                     | Színész               | Magyar hang       | Leírás |
| ----------------------------- | --------------------- | ----------------- | --- |
| Brandon Colby                 | Michael Fassbender    | Viczián Ottó      | Kódneve: „Martian”, korábban a CIA nem hivatalos fedésű (NOC) ügynöke Afrikában, ahol hat éven át tevékenykedett. Jelenleg szenior műveleti tisztként dolgozik.                               |
| Henry Ogletree                | Jeffrey Wright        | Rába Roland       | Martian főnöke és mentora, a CIA londoni helyettes állomásfőnöke. Hivatalos fedése szerint a Külügyi Szolgálati Támogatási Attasé pozícióját tölti be.                                        |
| Dr. Samia Fatima 'Sami' Zahir | Jodie Turner-Smith    | Kis-Kovács Luca   | Szudáni antropológia professzor és Martian szerelme. |
| Naomi                         | Katherine Waterston   | Sipos Eszter Anna | Martian korábbi, valamint Danny jelenlegi CIA-ügynöke. |
| Dr. Rachel Blake              | Harriet Sansom Harris |                   | A CIA klinikai pszichológusa, akit a Langley központból helyeztek át a londoni állomásra. |
| Owen Taylor                   | John Magaro           | Szabó Máté        | Coyote CIA-s kapcsolattartó tisztje. |
| Daniela 'Danny' Ruiz Morata   | Saura Lightfoot-Leon  | Mikecz Estilla    | Fedőnevén „Gremlin”, egy új CIA terepen dolgozó tiszt, aki geofizikai diplomásként beépül, hogy részt vegyen egy csereprogramban Teheránban, és ott az iráni nukleáris mérnököket azonosítja. |
| Papi                          | Andrew Brooke         | Varga Gábor       | A CIA terepi ügynöke, akit Martian megfigyelésére osztottak ki. |
| Poppy Cunningham              | India Fowler          | Engel-Iván Lili   | Martian lánya. |
| Reza Mortazevi                | Reza Brojerdi         |                   | Iráni szeizmológiai professzor, aki titokban a Forradalmi Gárdához tartozik. |
| Piotr Rybak                   | Alex Reznik           | Lovas Dániel      | A kódneve 'Coyote', a CIA nem hivatalos, alvó ügynöke Fehéroroszországból. |
| James Bradley                 | Richard Gere          | Kovács István     | A kódneve 'Bosko', a CIA londoni állomásvezetője. |

### Mellékszereplők
| Szereplők        | Színész            | Magyar hang    | Leírás                                                                                 |
| ---------------- | ------------------ | -------------- | -------------------------------------------------------------------------------------- |
| Blair            | Ambreen Razia      | Dobó Enikő     | CIA ügyintéző.                                                                         |
| Frank            | Alex Jennings      | Csankó Zoltán  | A szenior CIA ügyintéző, aki eredetileg toborozta Coyotét.                             |
| Nagyi            | Adam Nagaitis      | Szalay Csongor | A CIA terepi ügynöke, akit azzal bíztak meg, hogy figyelemmel kísérje Martiant.        |
| Simon            | Bilal Hasna        | Baráth István  | CIA technikus.                                                                         |
| Ben              | Tom Vaughan-Lawlor | Seder Gábor    | Szenior CIA technikus.                                                                 |
| Dr. Charlie Remy | Edward Holcroft    | Czető Roland   | Ogletree sógora, a Delta Force operátor és mély fedésű ügynök az elfoglalt Ukrajnában. |

### Magyar változat
- Bemondó: Kisfalusi Lehel
- Magyar szöveg: Fuchs Gábor
- Hangmérnök és vágó: Zakar Sándor
- Gyártásvezető: Masoll Ildikó
- Szinkronrendező: Kemendi Balázs
- Produkciós vezető: Kapás Péter

A szinkront a Direct Dub Studios készítette.

## Epizódok
| Sor. | Év. | Cím                                                | Rendező       | Író                                       | Premier                              |
| ---- | --- | -------------------------------------------------- | ------------- | ----------------------------------------- | ------------------------------------ |
| 1.   | 1.  | Mentális küzdelem (The Bends)                      | Joe Wright    | Jez Butterworth és John-Henry Butterworth | 2024. november 29. 2025. február 10. |
| 2.   | 2.  | Fakacsa (Wooden Duck)                              | Joe Wright    | Jez Butterworth és John-Henry Butterworth | 2024. november 29. 2025. február 10. |
| 3.   | 3.  | Sólymot a gémtől (Hawk from a Handsaw)             | Philip Martin | Jez Butterworth és John-Henry Butterworth | 2024. december 6. 2025. február 17.  |
| 4.   | 4.  | Nyomásgyakorlás (Quarterback Blitz)                | Philip Martin | Jez Butterworth és John-Henry Butterworth | 2024. december 13. 2025. február 24. |
| 5.   | 5.  | Egérfogó (Rat Trap)                                | Zetna Fuentes | Jez Butterworth és John-Henry Butterworth | 2024. december 20. 2025. március 3.  |
| 6.   | 6.  | Kém eladó (Spy For Sale)                           | Zetna Fuentes | Jez Butterworth és John-Henry Butterworth | 2024. december 27. 2025. március 10. |
| 7.   | 7.  | Kemény leszállás (Hard Landing)                    | Grant Heslov  | Jez Butterworth és John-Henry Butterworth | 2025. január 3. 2025. március 17.    |
| 8.   | 8.  | Az igazság szabaddá tesz (Truth Will Set You Free) | Grant Heslov  | Jez Butterworth és John-Henry Butterworth | 2025. január 10. 2025. március 24.   |
| 9.   | 9.  | A Rubicon (The Rubicon)                            | Neil Burger   | Jez Butterworth és John-Henry Butterworth | 2025. január 17. 2025. március 31.   |
| 10.  | 10. | Események sodrásában (Overtaken By Events)         | Neil Burger   | Jez Butterworth és John-Henry Butterworth | 2025. január 24. 2025. április 7.    |

## A sorozat készítése
A sorozatot 2023 februárjában rendelte be a Showtime, amelyet ma már Paramount+ with Showtime csatornaként ismernek, és amely a Showtime Networks portfóliójának része. A sorozat alapja A legendák hivatala egy francia ksorozat, amelyet Eric Rochant hozott létre, rendezett és producerelt. Kezdetben The Department néven volt ismert.
A sorozatot George Clooney és Grant Heslov Smokehouse Pictures cége, MTV Entertainment Studios és 101 Studios készíti. A vezető producerek között szerepel Keith Cox és Nina L. Diaz az MTVE Studios-tól, David C. Glasser, Ron Burkle, David Hutkin és Bob Yari a 101 Studios-tól, Alex Berger a The Originals Productions-tól, valamint Ashley Stern és Pascal Breton a Federation Studios/Federation Entertainment of America-tól.
Joe Wright az első két epizódot rendezi, míg Jez Butterworth és John-Henry Butterworth írják az összes epizódot. Clooney eredetileg rendezni is akarta.

### Forgatás
A forgatás 2024-ben zajlott Londonban. A forgatás emellett Tallinnban is zajlott 2024 szeptemberében.